# Die Machtelite
The Power Elite ist ein elitesoziologisches Werk von C. Wright Mills aus dem Jahr 1956. Es erschien 1962 erstmals  auf deutsch als Die amerikanische Elite sowie erneut 2019 als Die Machtelite und analysiert die miteinander verflochtenen Machtstrukturen der dominierenden Sektoren Militär, Großunternehmen und Politik in den Vereinigten Staaten der Nachkriegszeit. Im Ergebnis erscheint ein einfacher Bürger als relativ machtloses Objekt der Manipulation dieses Elitendreiecks. Die liberale Demokratie, die Bildung und die Medien folgen den Vorgaben der Eliten und verlieren dadurch ihren ursprünglichen Charakter. Mills Analyse ist zugleich ein Aufruf, die Verhältnisse durch Schaffung einer „kritischen Öffentlichkeit“ zu verändern. Mills Werk ist ein Meilenstein der kritischen Elitesoziologie und ein Klassiker der Politischen Soziologie. In Deutschland wurde es akademisch kaum rezipiert.

## Hintergrund
Mills Untersuchung basiert auf der Soziologie von Max Weber (Machtbegriff) und Karl Marx (Entfremdungsbegriff) und führt die Elitesoziologie Paretos, Michels' und Moscas weiter.
Das Buch ist Endstück der „Trilogie der Machtstrukturen“, zu der The New Men of Power (1948) und White Collar von 1951 gehören. Im letzteren Werk hatte er die damals wachsende Rolle der mittleren Führungskräfte in der amerikanischen Gesellschaft untersucht.

Eine wesentliche Inspiration für das Werk Mills’ war Franz Leopold Neumanns Untersuchung Behemoth: The Structure and Practice of National Socialism von 1942. Neumann erklärte, wie der Nationalsozialismus in einem demokratischen Staat wie Deutschland die Macht übernehmen konnte:
Die Macht liegt in Deutschland bei Monopolkapitalisten, besonders in der Schwerindustrie, in der Nazi-Partei, der Staatsbürokratie und der Wehrmacht…von diesen vier Seiten aus fließen Interessen zu dem zentralen Ziel zusammen: ständige Vorbereitung und Aufrechterhaltung des imperialistischen Kriegs. Diese Interessen sind verankert in der gesamten Gesellschaftsstruktur, aber besonders in Gewalt und Produktion. Dies klar zu durchschauen bedeutet, die Struktur dieses Regimes als ganze Sache zu sehen, die als Behemoth bezeichnet wird.
Mills äußerte, Behemoth habe ihm die „Werkzeuge zum Erfassen und Analysieren der Gesamtstruktur“ gegeben, als Warnung davor, was in einer modernen kapitalistischen Demokratie geschehen könnte, wobei er besonders in den USA im Blick hatte:
Die Analyse des Behemoth klärt über den Kapitalismus in Demokratien auf. Neumann hat damit einen Beitrag zu der wichtigsten Aufgabe der politischen Analyse geleistet. Wenn man sein Werk aufmerksam liest, sieht man die scharfen Umrisse zukünftiger Möglichkeiten in seiner unmittelbaren Umgebung. 

## Zusammenfassung
Laut Mills sind „Machteliten“ Gruppen von Menschen, die in dominierenden militärischen, wirtschaftlichen und politischen Institutionen eines dominanten Landes die dominanten Positionen einnehmen. Ihre Entscheidungen (oder fehlenden Entscheidungen) haben enorme Konsequenzen, nicht nur für die US-Bevölkerung, sondern auch für „die untergeordneten Bevölkerungen der Welt“. Die Institutionen, denen sie vorstehen, so Mills, sind ein Triumvirat von Gruppen, die ihre schwächeren Vorgänger abgelöst haben:
(1) „zwei- oder dreihundert gewaltige Konzerne“, die die traditionelle Agrar- und Handwerkswirtschaft abgelöst haben,
(2) eine starke föderale politische Ordnung, die die Macht von „einer dezentralisierten Gruppe von mehreren Dutzend Staaten“ geerbt hat und „jetzt in jeden einzelnen Winkel der sozialen Struktur eindringt“, und
(3) das militärische Establishment, früher ein Objekt des „Misstrauens, das von der staatlichen Miliz genährt wurde“, jetzt aber ein Gebilde mit „all der düsteren und ungeschickten Effizienz eines sich ausbreitenden bürokratischen Bereichs“.
Im Gegensatz zu modernen amerikanischen Verschwörungstheorien erklärt Mills, dass sich die Mitglieder der Elite selbst ihres Status möglicherweise nicht bewusst sind, und er bemerkt, dass „sie ihrer Rolle oft unsicher sind“ und „ohne bewusste Anstrengung das Bestreben auf sich nehmen, … der Unentschiedene zu sein“.
Dennoch sieht er die Elite als eine quasi erbliche Kaste. Die Angehörigen der Machtelite, so Mills, nehmen oft durch Ausbildungen an Universitäten wie Harvard, Princeton und Yale Positionen von gesellschaftlicher Bedeutung ein. Aber, so Mills, „Harvard oder Yale oder Princeton sind nicht genug … es geht nicht um Harvard, sondern um welches Harvard?“ Mills unterscheidet zwei Klassen von Ivy-League-Absolventen: diejenigen, die in eine hochrangige Burschenschaft oder einen Final Club wie den Porcellian und den Fly Club aufgenommen wurden, und diejenigen, die es nicht sind. Die so eingeweihten, so Mills, erhalten ihre Einladungen auf der Grundlage sozialer Verbindungen, die zunächst in privaten Elite-Vorbereitungsakademien aufgebaut wurden, wo sie als Teil der auf Vorkriegszeiten zurückgehenden Familientradition eingeschrieben sind. Auf diese Weise wird die Zugehörigkeit zur Elite in der Familie weitergegeben.
Die so entstehenden Eliten, die die drei dominanten Institutionen (Militär, Wirtschaft und politisches System) kontrollieren, können laut Mills im Allgemeinen einem von sechs Typen zugeordnet werden:
- die „Metropolitan 400“ – Mitglieder historisch bemerkenswerter lokaler Familien in den wichtigsten amerikanischen Städten, die im Allgemeinen im Sozialregister vertreten sind

- „Prominente“ – Entertainer und Medienpersönlichkeiten

- die „Chief Executives“ – Präsidenten und CEOs der wichtigsten Unternehmen in jedem Industriesektor

- die „Unternehmerelite“ – Großgrundbesitzer und Unternehmensaktionäre

- die „Warlords“ – hochrangige Militäroffiziere, vor allem die Generalstabschefs

- das „Politische Direktorium“ – „rund fünfzig Männer der Exekutive“ der US-Bundesregierung, einschließlich der Führungsspitze im Exekutivbüro des Präsidenten, die sich zuweilen aus gewählten Funktionären der Demokratischen und Republikanischen Parteien zusammensetzen, in der Regel aber aus professionellen Regierungsbeamten.

Mills formulierte eine sehr kurze Zusammenfassung seines Buches: „Wer regiert schliesslich Amerika? Niemand regiert es insgesamt, sondern, soweit es irgendeine Gruppe tut, die Machtelite“.

## Weitere Entwicklung der Theorie im Werk Mills’
C. Wright Mills arbeitete an der Erweiterung seiner Elitentheorie. In The Sociological Imagination stellte er fest, die Probleme der westlichen Länder seien fast unvermeidlich auch Probleme der Welt. Zum ersten Mal in der Geschichte und typisch für die Gegenwart seien die Wechselwirkungen der Gesellschaftsformen. In The Causes of World War III schrieb Mills, Imperialismus schließe die Wechselwirkung ökonomischer, politischer und militärischer Institutionen und Menschen ein … Das internationale System der heutigen Welt könne nicht ohne die veränderten Formen dieses Wechselspiels verstanden werden.

## Rezeption und Wirkungsgeschichte
Der Ausdruck Machtelite geht hauptsächlich auf das Werk Mills’ zurück.
Das Werk von Mills wurde von den Vertretern der Funktionstheorie der Eliten kritisiert, die mehrheitlich eine positive Funktion der Eliten für die Stabilität der Demokratie sehen und basisdemokratische Modelle ablehnen. Eine ähnliche kritische Theorie der Eliten entwickelte Pierre Bourdieu zum Teil unter Bezugnahme auf Mills mit seinen Theorien des sozialen Raums und des sozialen Feldes.
Arthur M. Schlesinger äußerte spöttisch, er freue sich auf die Zeit, in der Mills seinen Prophetenmantel ablege und wieder als Soziologe arbeite.
Adolf Berle stellte fest, das Buch enthalte „ein unangenehmens Maß an Wahrheit“, aber Mills habe „einen aggressiven Comic, kein ernsthaftes Bild“ präsentiert. Dennis Wrong beschrieb The Power Elite als „eine unpassende Mischung von Journalismus, Soziologie und moralischer Entrüstung“.
Die Rezension im Louisiana Law Review beklagte, die Gefahr der pessimistischen Interpretation der gegenwärtigen Lage sei, dass der Leser sich auf die vorurteilsbehafteten Behauptungen konzentrieren würde, anstatt die Ergebnisse seiner wirklich eindrucksvollen Forschung zu bedenken.
Im Jahr 2006 schrieb G. William Domhoff: „Mills sieht noch besser aus als vor 50 Jahren“. Mills’ Biograf, John Summers, räumte ein, dass die Machtelite „anfällig für den Vorwurf der Verschwörungsstrategie“ sei, erklärte aber, dass ihr historischer Wert „gesichert scheint“.
In seiner Dissertation setzt Muhamad A. Asadi das Werk Mills’ fort, indem er die Machtelite in der globalisierten Welt analysiert – im Gegensatz zu Immanuel Wallersteins Weltsystem-Theorie. Ein militarisiertes globales System in der Dritten Welt, wie es Asadi annimmt, kann seiner Meinung nach nicht nur ökonomisch erklärt werden. Globale Institutionen wie WTO, OECD, IMF und Weltbank, UN und NATO seien entscheidende Machtfaktoren im Wechselspiel der internationalen Eliten der verschiedenen Länder. Dieses sei durch „Kommandostaaten“ dominiert. Die Kriegswirtschaft der USA sei dabei entscheidend für eine keynesianische Stabilisierung bei gleichzeitiger wirtschaftlicher Akkumulation. Er bezeichnet Länder als „militarisierte Staaten“, deren wirtschaftliches Wachstum das von den Kommandostaaten geführte Weltsystem stabilisiere (Im Unterschied zu Wallersteins Core-Theorem, das aber neben der Finanz- und Handelsdominanz auch militärische und politische Dominanz umfasst), so wie die Militärausgaben in den USA die US-Wirtschaft stabilisieren. Militarisierung und Kriege würden daher von den „Kommandostaaten“ gefördert und von ihnen erleichtert, genau wie von Mills in The Causes of World War Three (1958) beschrieben. Die permanente gesteigerte Kriegsvorbereitung führe letztlich notwendig zu Kriegen.
David Rothkopf knüpft an Mills' Werk an. Er schätzt die „globale Machtelite“, die er in seinem gleichnamigen Buch „Super-Klasse“ nennt, auf 6000 Menschen, für die er eine Liste entwickelt. Etwa 50 Jahre nach Mills erweitert er dessen Ansatz um die globale Dimension. Er warnt, dass die „Vordenker der Weltpolitik“ zwar auch Gutes bewirkten, sie seien aber nicht dafür geeignet, „… über das weltweite öffentliche Interesse zu wachen. Das hieße den Bock zum Gärtner zu machen.“